# رحاب فكري
رحاب فكري طبيبة وروائية وكاتبة مصرية غلب على مؤلفاتها الطابع البوليسي و لها العديد من الكتب ذات القصص القصيرة و لها سلسلة بوليسية مميزة 

## أعمالها ومؤلفاتها
تُصدر للكاتبة رحاب فكري سلسلة روايات بوليسية بعنوان «جنايات» عن دار سما للنشر والتوزيع، وصدر من هذه السلسلة حتى الآن عشرة أعداد، وهي بالترتيب:
- قيدت ضد الشيطان
- زيفا
- للموت حسابات أخرى
- لحن الموت
- الطلقة الأخيرة[2]
- موت قرمزي
- حقائق لا تحترق
- جناح بعوضة
- اختطاف
- المهمة 23

كما صدر للكاتبة عدد من الروايات والمجموعات القصصية الأخرى، ومنها:
- أيلورا..المغربلين
- اضرب الودع
- كسر تعادل
- تانجرام
- بينج 101
- كاس إينوس
- للموت حسابات أخرى
- طاهية القصر (مجموعة قصصية)
- مذكرات خاطبة مودرن
- حتى تأتي الغائبة
- عزف الدماء